# Leeds, Maine
Leeds är en kommun (town) i Androscoggin County i den amerikanska delstaten Maine. 
Leeds grundades år 1801 och 1802 anslöts en del av Livermore till Leeds. År 1852 blev New Boston, som tidigare hade varit en del av Leeds, ansluten till Wales i stället.

## Kända personer från Leeds
- Kenneth M. Curtis, politiker och diplomat
- Oliver Otis Howard, militär